# Kazachse voetbalbeker 2012
2012 was het eenentwintigste seizoen van de Beker van Kazachstan. De 30 deelnemende ploegen streden van 15 mei t/m 11 november in een knock-outsysteem. De achtste, kwart- en halve finales bestonden uit een heen- en een terugwedstrijd.
Astana FK won z'n tweede beker.

## Eerste ronde
De wedstrijden werden gespeeld op 15 & 16 mei 2012.
| Thuisclub                  | Uitslag | Uitclub               |
| -------------------------- | ------- | --------------------- |
| Aq Bulaq FK Talğar         | 2-1     | Bolat-AMT FK Temirtaw |
| Aqtöbe-Jas FK              | 0-2     | Qaysar FK Qızılorda   |
| Astana-1964 FK             | 0-1     | Astana FK             |
| BÏİK FK Şımkent            | 1-4     | Aqtöbe FK             |
| CSKA Almatı FK             | 5-3     | Bayterek FK Astana    |
| Ekibastuz FK               | 1-4     | Ertis FK Pavlodar     |
| Ile-Saulet FK Ötegen Batır | 0-3     | Oqjetpes FK Kökşetaw  |
| Kaspïy FK Aqtaw            | 1-3     | Aqjayıq FK Oral       |
| Laşın FK Qarataw           | 2-0     | Suñqar FK Qaskeleñ    |
| Qayrat Akademïya FK        | 1-0     | Atıraw FK             |
| Qıran FK Şımkent           | 2-4     | Qayrat FK Almatı      |
| Qızıljar FK Petropavl      | 0-2     | Taraz FK              |
| Spartak FK Semey           | 0-2     | Şaxter FK Qarağandı   |
| Vostok FK Öskemen          | 1-3     | Jetisu FK Taldıqorğan |
| vrijgeloot                 |         | Ordabası FK Şımkent   |
| vrijgeloot                 |         | Tobıl FK Qostanay     |

## Achtste finale
De wedstrijden werden gespeeld op 20 & 27 juni 2012.
| Thuisclub             | Uitslag | Uitslag | Uitclub             |
| --------------------- | ------- | ------- | ------------------- |
| Aq Bulaq FK Talğar    | 1-1     | 0-2     | Astana FK           |
| Aqjayıq FK Oral       | 1-2     | 0-5     | Ordabası FK Şımkent |
| Aqtöbe FK             | 5-0     | 2-0     | Laşın FK Qarataw    |
| CSKA Almatı FK        | 0-4     | 0-3     | Şaxter FK Qarağandı |
| Jetisu FK Taldıqorğan | 1-1     | 2-0     | Taraz FK            |
| Oqjetpes FK Kökşetaw  | 1-3     | 1-0     | Tobıl FK Qostanay   |
| Qayrat Akademïya FK   | 1-4     | 0-4     | Ertis FK Pavlodar   |
| Qaysar FK Qızılorda   | 2-0     | 0-1     | Qayrat FK Almatı    |

## Kwartfinale
De wedstrijden werden gespeeld op 19/20 & 29/30 september 2012.
| Thuisclub             | Uitslag | Uitslag | Uitclub             |
| --------------------- | ------- | ------- | ------------------- |
| Aqtöbe FK             | 0-0     | 1-0     | Ordabası FK Şımkent |
| Ertis FK Pavlodar     | 3-0     | 0-1     | Tobıl FK Qostanay   |
| Jetisu FK Taldıqorğan | 1-1     | 0-1     | Şaxter FK Qarağandı |
| Qaysar FK Qızılorda   | 1-0     | 1-4     | Astana FK           |

## Halve finale
De wedstrijden werden gespeeld op 1 & 5 november 2012.
| Thuisclub           | Uitslag | Uitslag | Uitclub   |
| ------------------- | ------- | ------- | --------- |
| Ertis FK Pavlodar   | 5-0     | 1-3     | Aqtöbe FK |
| Şaxter FK Qarağandı | 2-1     | 0-2     | Astana FK |

## Finale
|                               |                              |       |                   |                                                                             |
| 11 november 2012, 17:00 UTC+6 | Astana FK                    | 2 - 0 | Ertis FK Pavlodar | Astana Arena Toeschouwers: 11.500 Scheidsrechter: Qayrat Slambekov (Almaty) |
| 11 november 2012, 17:00 UTC+6 | Nurdäuletov 5' Nuserbaev 82' | KFF   |                   | Astana Arena Toeschouwers: 11.500 Scheidsrechter: Qayrat Slambekov (Almaty) |